# سيلفر دونالد كاميرون
سيلفر دونالد كاميرون (بالإنجليزية: Silver Donald Cameron)‏‏ (21 يونيو 1937 في تورونتو - 1 يونيو 2020)؛ روائي من كندا.